# Anton Poschacher (Industrieller, 1812)
Anton Poschacher (* 1812; † 1873) war ein österreichischer Industrieller, der ab 1839 durch den Abbau, die Bearbeitung und Lieferung von Mauthausner Granit maßgeblich am Aufbau der Granitwerke Anton Poschacher und der Mauthausner Steinindustrie beteiligt war und 1873 kurzzeitig der von ihm mitgegründeten Actiengesellschaft für Straßen und Brückenbauten mit Sitz in Wien als Präsident vorstand.

## Leben
Anton Poschacher erlernte wie sein Vater den Beruf des Lebzelters und Wachsziehers und heiratete 1839 Aloisia Kamptner (* 1813; † 1893), die Tochter des 1838 verstorbenen Weinhändlers Kalkbrenners und Steinbruchbetreibers Leonhard Kamptner. Der Sohn der beiden war Anton Poschacher (1841–1904).
Sein Vater hieß ebenfalls Anton (* 1789; † 1847) und war eines von 27 Kindern einer wohlhabenden Brauer- und Gastwirtsfamilie in Leogang bei Lofer, der mit der aus Rotthalmünster in Niederbayern stammenden Monika Huber (* 1788; † 1875) verheiratet war, sich in Mauthausen als Lebzelter sesshaft machte und dort auch einige Jahre Bürgermeister (damals eher Marktrichter) war.

## Aufbau der Granitwerke Anton Poschacher
Obwohl berufsfremd, baute er den von seinem Schwiegervater übernommenen Betrieb durch den Zukauf von Steinbrüchen, Wald und landwirtschaftlichen Nutzgrund zunächst in Mauthausen und Umgebung, später auch in Böhmen und Bayern, systematisch aus und gilt als Gründer der Anton Poschacher Granitwerke, die als wesentlicher Bestandteil der Mauthausner Steinindustrie anzusehen sind.
Der Unternehmer engagierte sich auch im Wasserbau an Enns, Traun und Donau, wo die Lieferung von Wasserbausteinen eine ideale Ergänzung zur Steinwürfelherstellung (Pflastersteine) und zum Steinmetzgeschäft bildeten.
Um 1860 beschäftigte Poschacher mehrere hundert Arbeiter in den Steinbrüchen und hatte etwa zwanzig Lieferanten unter Vertrag. Ein Großteil der Steine wurde per Schiff nach Wien transportiert, wo u. a. die Ringstraße gebaut wurde. Gleichzeitig traten Konkurrenten auf den Markt.

## Expansion, Zusammenbruch, Neubeginn
Poschacher beteiligte sich 1870 an der von der Bodencreditanstalt begleiteten Gründung der „Actiengesellschaft für Straßen- und Brückenbauten“ mit Sitz in Wien. Mit dem Aktienkapital von zunächst 1,8 Millionen Gulden, das Ende 1872 noch um 900.000 Gulden aufgestockt wurde, konnten zunächst Liegenschaften und Unternehmen der Aktionäre und weiterer Verkaufsinteressenten erworben werden.
Poschacher war kurzzeitig Präsident der Aktiengesellschaft. Nach seinem Tod 1873 trat sein Sohn als Direktor in das Unternehmen ein, konnte sich aber mit den leitenden Personen der Gesellschaft nicht über die weiteren, teils unrentablen, Expansionspläne einigen, verließ das Unternehmen und begab sich auf eine ausgedehnte, bis August 1876 dauernde Reise nach Amerika, wo er „im Auftrag der hohen Regierung“ die Weltausstellung in Philadelphia, USA, besuchte und als Berichterstatter für Architektur und öffentliche Bauten tätig war.
Die Aktiengesellschaft war infolge der wirtschaftlichen Rezession und der starken Expansion unwirtschaftlich und hoch verschuldet, sodass schließlich die Liquidation eingeleitet werden musste. Nach seiner Rückkehr aus Amerika konnte Anton Poschacher (1841–1904) 1876 in einem langwierigen Prozess mit Familienkrediten das gesamte Unternehmen kaufen und gelangte so in den Besitz des größten Granitwerke der österreichisch-ungarischen Monarchie mit mehr als tausend Beschäftigten.